# Rejectaria maera
Rejectaria maera là một loài bướm đêm trong họ Noctuidae.